# 立花貞俶
立花 貞俶（たちばな さだよし）は、江戸時代中期の旗本、大名。初め旗本寄合席の立花弾正家2代目、後に筑後国柳河藩の第5代藩主。
立花両家の一つである立花帯刀家当主立花茂高（第2代藩主・立花忠茂の3男・立花茂虎の長男）の子。母は三池藩主立花種長の娘・玉泉院。幼名は友之丞、通称は右京、後に弾正。諱は茂易、清直、貞俶。

## 生涯
元禄11年6月23日（1698年7月30日）、筑後三池郡稲荷村にて立花帯刀家当主の立花茂高の次男として生まれる。兄の立花茂之は柳河藩女流歌人の立花玉蘭の父にあたる。
はじめ大叔父で旗本寄合の立花貞晟の養子となる。正徳3年（1713年）4月1日、将軍徳川家継にお目見えする。享保5年（1720年）12月29日、養父の死去により、家督を相続する。旗本のときは、弾正清直と名乗った。
享保6年（1721年）5月、第4代藩主・立花鑑任が死去した際、その末期養子となって柳川藩主家の家督を継いだ。同年、貞晟の娘を正室として迎えている。なお旗本寄合席の立花弾正家は本藩に吸収となり、以降旗本として再興されなかった。同年閏7月1日、将軍徳川吉宗にお目見えする。同年12月18日、従五位下飛騨守に叙任する。享保8年12月18日、従四位下に昇進する。
藩主としては柳河城の修築に功績がある。享保17年（1732年）、領内が享保の大飢饉に見舞われたとき、幕府に給金を求めている。同年9月28日、一万両を貸し与えられる。また、『享保八年藩士系図』を作成させた。同史料は戦後、柳川市史編集委員会により活字化された。
享保19年（1734年）、次男・貞則を嗣子に指名する。
元文2年（1737年）に国元での奥（藩主側室や子息、女中の居住地）として使われていた柳川城二の丸御殿が手狭になったので、かつての立花鑑虎の別邸に奥を移転し、御花畠と命名したが、これが現在の立花氏庭園である。
延享元年5月25日（1744年7月5日）に江戸にて死去した。跡を貞則が継いだ。享年47。死因は糖尿病とその合併症による重篤化と推測されている。法号は興源院殿慈雲紹蔭大居士。下谷広徳寺に葬られた。

## 官位履歴
- 享保6年12月18日（1721年） -従五位下飛騨守
- 享保8年12月18日（1723年） -従四位下に昇進。

## 偏諱を受けた人物
- 立花俶香（三男、後の立花鑑通）

## 系譜
- 父：立花茂高 - 2代藩主・立花忠茂の三男・立花茂虎の長男
- 母：玉泉院 - 立花種長の娘
- 養父：立花貞晟（1660-1720）
- 養父：立花鑑任（1683-1721）
- 正室：松子、千、猶、珂月院 - 旗本立花貞晟（2代藩主・忠茂の八男）の長女
- 側室：結、涼躰院 - 柴田喜右衛門の娘
  - 長男：立花孫次郎（1723-1723） - 夭折
  - 次男：立花貞則（1727/25-1746）
  - 三男：立花鑑通（1730-1798）
- 側室：とみ、観月院 - 中野氏
  - 長女：喜勢（1730-1807） - 立花茂矩（主水）室
  - 四男：巳三郎（1733-1737） - 夭折
- 側室：しつ - 白井氏
  - 次女：登代（豊）、瑞泰院（1732-1769） - 毛利重就正室
- 室：すえ、長養院 - 笠間浅右衛門の娘
  - 三女：美喜（1733-1787） - 家老小野隆局（若狭）室
  - 五男：立花致傳（1735-1776）
  - 七男：戸次通孝（1739-1780）
  - 九男：矢島通経（1741-1782）
- 室：もん、恵林院 - 角田六郎左衛門の娘
  - 六男：立花致真（1736-1802）
  - 八男：山名義徳（1740-1820） - 山名豊暄の婿養子
- 室：みね、峯、永林院 - 江戸浅草の鍔屋の娘。寛政重修諸家譜では峯氏
  - 四女：伝姫、津天（1737-1802） - 蜂須賀重喜正室
  - 五女：牧（1740-1770） - 細川興晴正室
  - 十男：立花通堅（1742-1778）
- 室：なよ - 亀嶋氏
  - 六女：美津（1743-1753） - 寛政重修諸家譜では笠間氏の扱い